# Сан-Кінті-да-Мадіона
Сан-Кінті́-да-Мадіо́на (кат. Sant Quintí de Mediona) — муніципалітет, розташований в Автономній області Каталонія, в Іспанії. Знаходиться у районі (кумарці) Ал-Панадес провінції Барселона, згідно з новою адміністративною реформою перебуватиме у складі Баґарії (округи) Барселона.

## Населення
Населення міста (у 2007 р.) становить 2.131 особа (з них менше 14 років - 15,6%, від 15 до 64 - 65,9%, понад 65 років - 18,4%). У 2006 р. народжуваність склала 28 осіб, смертність - 14 осіб, зареєстровано 10 шлюбів. У 2001 р. активне населення становило 783 особи, з них безробітних - 106 осіб.

Серед осіб, які проживали на території міста у 2001 р., 1.392 народилися в Каталонії (з них 973 особи у тому самому районі, або кумарці), 281 особа приїхала з інших областей Іспанії, а 118 осіб приїхало з-за кордону. 

Університетську освіту має 6,4% усього населення. 

У 2001 р. нараховувалося 645 домогосподарств (з них 20,8% складалися з однієї особи, 27,1% з двох осіб,23,9% з 3 осіб, 16,7% з 4 осіб, 7% з 5 осіб, 3,3% з 6 осіб, 0,6% з 7 осіб, 0,3% з 8 осіб і 0,3% з 9 і більше осіб).

Активне населення міста у 2001 р. працювало у таких сферах діяльності : у сільському господарстві - 7,1%, у промисловості - 33,7%, на будівництві - 18,3% і у сфері обслуговування - 40,9%. 

 У муніципалітеті або у власному районі (кумарці) працює 402 особи, поза районом - 392 особи.

### Безробіття
У 2007 р. нараховувалося 92 безробітних (у 2006 р. - 72 безробітних), з них чоловіки становили 47,8%, а жінки - 52,2%.

## Економіка

### Підприємства міста

#### Промислові підприємства
| \| Промислові підприємства міста, за сферою діяльності \| Промислові підприємства міста, за сферою діяльності \| Промислові підприємства міста, за сферою діяльності \| \| Рік \| 2002 р. \| 2001 р. \| \| --------------------------------------------------- \| --------------------------------------------------- \| --------------------------------------------------- \| \| Енергетичні та водні ресурси \| 3,7% \| 3,7% \| \| Хімія та метали \| 0% \| 0% \| \| Переробка металів \| 25,9% \| 29,6% \| \| Продукти харчування \| 14,8% \| 14,8% \| \| Текстиль \| 29,6% \| 25,9% \| \| Виробництво меблів, видання \| 25,9% \| 22,2% \| \| Інше \| 0% \| 3,7% \| \| Усього підприємств \| 27 \| 27 \| |         |         |
| Промислові підприємства міста, за сферою діяльності |         |         |
| Рік | 2002 р. | 2001 р. |
| Енергетичні та водні ресурси | 3,7%    | 3,7%    |
| Хімія та метали | 0%      | 0%      |
| Переробка металів | 25,9%   | 29,6%   |
| Продукти харчування | 14,8%   | 14,8%   |
| Текстиль | 29,6%   | 25,9%   |
| Виробництво меблів, видання | 25,9%   | 22,2%   |
| Інше | 0%      | 3,7%    |
| Усього підприємств | 27      | 27      |

#### Роздрібна торгівля
| \| Підприємства роздрібної торгівлі міста, за сферою діяльності \| Підприємства роздрібної торгівлі міста, за сферою діяльності \| Підприємства роздрібної торгівлі міста, за сферою діяльності \| \| Рік \| 2002 р. \| 2001 р. \| \| ------------------------------------------------------------ \| ------------------------------------------------------------ \| ------------------------------------------------------------ \| \| Продукти харчування \| 55,6% \| 57,1% \| \| Одяг та взуття \| 5,6% \| 4,8% \| \| Товари для дому \| 11,1% \| 9,5% \| \| Книги та періодичні видання \| 0% \| 0% \| \| Промислова хімічна продукція \| 5,6% \| 4,8% \| \| Продукція, пов'язана з транспортними засобами \| 0% \| 0% \| \| Інше \| 22,2% \| 23,8% \| \| Усього підприємств \| 18 \| 21 \| |         |         |
| Підприємства роздрібної торгівлі міста, за сферою діяльності |         |         |
| Рік | 2002 р. | 2001 р. |
| Продукти харчування | 55,6%   | 57,1%   |
| Одяг та взуття | 5,6%    | 4,8%    |
| Товари для дому | 11,1%   | 9,5%    |
| Книги та періодичні видання | 0%      | 0%      |
| Промислова хімічна продукція | 5,6%    | 4,8%    |
| Продукція, пов'язана з транспортними засобами | 0%      | 0%      |
| Інше | 22,2%   | 23,8%   |
| Усього підприємств | 18      | 21      |

#### Сфера послуг
| \| Підприємства міста, що працюють у сфері послуг, за діяльністю \| Підприємства міста, що працюють у сфері послуг, за діяльністю \| Підприємства міста, що працюють у сфері послуг, за діяльністю \| \| Рік \| 2002 р. \| 2001 р. \| \| ------------------------------------------------------------- \| ------------------------------------------------------------- \| ------------------------------------------------------------- \| \| Гуртова торгівля \| 6,5% \| 9,7% \| \| Готелі та готельний бізнес \| 19,4% \| 19,4% \| \| Транспорт та зв'язок \| 16,1% \| 16,1% \| \| Посередницькі фінансові послуги \| 9,7% \| 9,7% \| \| Послуги підприємствам \| 3,2% \| 3,2% \| \| Послуги фізичним особам \| 41,9% \| 38,7% \| \| Нерухомість та ін. \| 3,2% \| 3,2% \| \| Усього підприємств \| 31 \| 31 \| |         |         |
| Підприємства міста, що працюють у сфері послуг, за діяльністю |         |         |
| Рік | 2002 р. | 2001 р. |
| Гуртова торгівля | 6,5%    | 9,7%    |
| Готелі та готельний бізнес | 19,4%   | 19,4%   |
| Транспорт та зв'язок | 16,1%   | 16,1%   |
| Посередницькі фінансові послуги | 9,7%    | 9,7%    |
| Послуги підприємствам | 3,2%    | 3,2%    |
| Послуги фізичним особам | 41,9%   | 38,7%   |
| Нерухомість та ін. | 3,2%    | 3,2%    |
| Усього підприємств | 31      | 31      |

## Житловий фонд
У 2001 р. 4,2% усіх родин (домогосподарств) мали житло метражем до 59 м2, 33,5% - від 60 до 89 м2, 35% - від 90 до 119 м2 і
27,3% - понад 120 м2.

З усіх будівель у 2001 р. 19,6% було одноповерховими, 57% - двоповерховими, 21,2
% - триповерховими, 1,7% - чотириповерховими, 0,1% - п'ятиповерховими, 0,4% - шестиповерховими,
0% - семиповерховими, 0% - з вісьмома та більше поверхами.

## Автопарк
| \| Автомобілі, зареєстровані у місті, за призначенням \| Автомобілі, зареєстровані у місті, за призначенням \| Автомобілі, зареєстровані у місті, за призначенням \| \| Рік \| 2006 р. \| 2005 р. \| \| -------------------------------------------------- \| -------------------------------------------------- \| -------------------------------------------------- \| \| Приватні автомобілі \| 68% \| 67,7% \| \| Мотоцикли \| 9,7% \| 10,1% \| \| Вантажівки \| 19% \| 19% \| \| Трактори \| 0% \| 0% \| \| Автобуси та ін. \| 3,3% \| 3,1% \| \| Усього автомобілів \| 1.501 шт. \| 1.429 шт. \| |           |           |
| Автомобілі, зареєстровані у місті, за призначенням |           |           |
| Рік | 2006 р.   | 2005 р.   |
| Приватні автомобілі | 68%       | 67,7%     |
| Мотоцикли | 9,7%      | 10,1%     |
| Вантажівки | 19%       | 19%       |
| Трактори | 0%        | 0%        |
| Автобуси та ін. | 3,3%      | 3,1%      |
| Усього автомобілів | 1.501 шт. | 1.429 шт. |

## Вживання каталанської мови
У 2001 р. каталанську мову у місті розуміли 95,2% усього населення (у 1996 р. - 98,4%), вміли говорити нею 82,2% (у 1996 р. - 
90%), вміли читати 80,3% (у 1996 р. - 85,3%), вміли писати 55,3
% (у 1996 р. - 54,1%). Не розуміли каталанської мови 4,8%.

## Політичні уподобання
У виборах до Парламенту Каталонії у 2006 р. взяло участь 941 особа (у 2003 р. - 1.114 осіб). Голоси за політичні сили розподілилися таким чином:
| \| Вибори до Парламенту Каталонії \| Вибори до Парламенту Каталонії \| Вибори до Парламенту Каталонії \| \| Рік \| 2006 р. \| 2003 р. \| \| -------------------------------------- \| ------------------------------ \| ------------------------------ \| \| Конвергенція та Єднання (CiU) \| 34% \| 40,1% \| \| Соціалістична партія Каталонії (PSC) \| 26,2% \| 23,3% \| \| Народна партія (PP) \| 6% \| 8,5% \| \| Ініціатива за зелену Каталонію (IC) \| 7,7% \| 3,1% \| \| Республіканська лівиця Каталонії (ERC) \| 24,8% \| 24,7% \| \| Громадянська партія (C's) \| 0,3% \| 0% \| \| Інші \| 1,1% \| 0,2% \| |         |         |
| Вибори до Парламенту Каталонії |         |         |
| Рік | 2006 р. | 2003 р. |
| Конвергенція та Єднання (CiU) | 34%     | 40,1%   |
| Соціалістична партія Каталонії (PSC) | 26,2%   | 23,3%   |
| Народна партія (PP) | 6%      | 8,5%    |
| Ініціатива за зелену Каталонію (IC) | 7,7%    | 3,1%    |
| Республіканська лівиця Каталонії (ERC) | 24,8%   | 24,7%   |
| Громадянська партія (C's) | 0,3%    | 0%      |
| Інші | 1,1%    | 0,2%    |

У муніципальних виборах у 2007 р. взяло участь 1.136 осіб (у 2003 р. - 1.186 осіб). Голоси за політичні сили розподілилися таким чином:
| \| Муніципальні вибори \| Муніципальні вибори \| Муніципальні вибори \| \| Рік \| 2007 р. \| 2003 р. \| \| -------------------------------------- \| ------------------- \| ------------------- \| \| Конвергенція та Єднання (CiU) \| 36,5% \| 44,2% \| \| Соціалістична партія Каталонії (PSC) \| 36,1% \| 30,6% \| \| Народна партія (PP) \| 10,6% \| 9,4% \| \| Ініціатива за зелену Каталонію (IC) \| 0% \| 0% \| \| Республіканська лівиця Каталонії (ERC) \| 16,8% \| 15,8% \| \| Громадянська партія (C's) \| 0% \| 0% \| \| Інші \| 0% \| 0% \| |         |         |
| Муніципальні вибори |         |         |
| Рік | 2007 р. | 2003 р. |
| Конвергенція та Єднання (CiU) | 36,5%   | 44,2%   |
| Соціалістична партія Каталонії (PSC) | 36,1%   | 30,6%   |
| Народна партія (PP) | 10,6%   | 9,4%    |
| Ініціатива за зелену Каталонію (IC) | 0%      | 0%      |
| Республіканська лівиця Каталонії (ERC) | 16,8%   | 15,8%   |
| Громадянська партія (C's) | 0%      | 0%      |
| Інші | 0%      | 0%      |